# Blumio
Blumio (* 16. Februar 1985 in Hilden; bürgerlich Fumio Kuniyoshi, jap. 国吉史生 Kuniyoshi Fumio) ist ein deutscher Rapper. Er wurde mit Titeln wie Meine Lieblingsrapper (2005) und Hey Mr. Nazi (2009) bekannt.

## Biografie
Blumio wurde 1985 in Hilden geboren und wuchs in Düsseldorf auf. Eingeschult wurde er, weil seine Eltern zunächst mit einer Rückkehr in deren Herkunftsland Japan rechneten, in die Japanische Internationale Schule Düsseldorf, doch schon mit dem 3. Schuljahr wechselte er auf eine reguläre Grundschule. In diesem Alter wählte er Fußball und Kampfsport als seine Hobbys.
Inspiriert vom US-amerikanischen Rapper Ice-T, begann Blumio mit 14 Jahren eigene Rap-Texte zu verfassen. Statt für die Schule zu lernen, zog er es vor, sich mit Hip-Hop zu beschäftigen. Dies führte dazu, dass er dreimal sitzen blieb und seine gymnasiale Karriere beenden musste. Er legte sich den Künstlernamen Blumio zu, nachdem ein Freund im Rausch gemeint hatte, dass er wie eine Blume aussehe. Im Jahr 2002 bewarb er sich mit einer Kassette bei einem MC-Wettbewerb mit dem Titel Küss meinen Arsch. Nach einer Internet-Abstimmung gewann Blumio den Wettbewerb und setzte sich damit unter anderem gegen den Berliner Rapper Taichi durch. Der Musikproduzent Don Tone wurde so auf ihn aufmerksam und lud ihn in sein Studio in Düsseldorf ein, wo Blumio mit zahlreichen bekannten Rappern, unter anderem Eko Fresh und Rappern von Aggro Berlin, in Kontakt kam.
Seinen Durchbruch hatte er im Jahr 2005 mit dem Lied Meine Lieblingsrapper, in dem er verschiedene Deutschrapper imitierte. Lediglich Sido, der einen Part in dem Lied übernahm, wurde nicht von Blumio imitiert. Im Jahre 2007 beteiligte er sich am L-Records-Labelsampler L-Boom und dem Album Psychoterror des Rappers Flaze, die zusammen als Doppelalbum veröffentlicht wurden.
Im Dezember 2008 veröffentlichte Blumio in Kooperation mit BTM Squad-Mitglied Habesha das Album Rush Hour. Der Tonträger war das erste Release über Blumios Label Japsensoul. Im Juni 2009 erschien sein zweiter Longplayer Yellow Album und damit auch das darauf befindliche Lied Hey Mr. Nazi, das bis heute Blumios bekanntestes Lied im deutschsprachigen Raum ist. Im September 2010 erschien Blumios drittes Album Tokio Bordell. Daraus wurden die Singles Eberhard und Die Welt ist schwul ausgekoppelt.
Seit Ende 2012 präsentiert Blumio in seinem Format Rap da News! wöchentliche Raps, in denen er sich kritisch mit aktuellen Themen aus Politik und Weltgeschehen auseinandersetzt (→ Conscious Rap). Seit der Nuklearkatastrophe von Fukushima engagiert sich Blumio gegen Atomkraft. 2013 zeichnete die Stadt Düsseldorf ihn mit ihrem Kulturförderpreis in der Sparte Musik aus.
Seine letzten beiden Alben waren vor allem in japanischer Sprache. Auf seinem Youtube-Kanal veröffentlichte er, in Zusammenarbeit mit dem Goethe-Institut Tokyo, immer wieder auch Titel auf Deutsch und Japanisch.
Blumio lebte im Düsseldorfer Stadtteil Pempelfort, dann zog er zusammen mit seiner Freundin in den Nachbarstadtteil Derendorf. Mittlerweile lebt Blumio in Japan.

## Diskografie
Alben
- 2009: Yellow Album
- 2010: Tokio Bordell
- 2011: Yellow Album Reloaded
- 2012: Drei
- 2015: Blumiologie
- 2018: Demo
- 2021: Minnano Uta'z

Kollaboalben
- 2008: Rush Hour (mit Habesha)

Mixtapes
- 2004: I Love Deutschrap

EPs
- 2005: Meine Lieblingsrapper

Singles
- 2007: Meine Lieblingsrapper (Maxi-Single)
- 2009: Rosenkrieg (featuring Zemine)
- 2009: Antigewaltsong
- 2009: Hey Mr. Nazi (E-Single)
- 2009: H.D.G.D.L
- 2009: Intro
- 2010: Lass mal über Haie Reden
- 2011: Wir träumen gemeinsam von besseren Tagen (E-Single)
- 2021: Soulfood
- 2024: König oder Feigling - Street Fighter 6 Ed's Theme[11]

Juice-Exclusives
- 2004: Handys in die Lüfte (Juice-Exclusive! auf Juice-CD #47)
- 2007: New Kids On The Block II mit vielen weiteren Rappern (Juice-Exclusive! auf Juice-CD #75)